# Nuoto ai Giochi della XXXI Olimpiade - 100 metri dorso maschili
La gara dei 100 metri dorso maschili dei Giochi della XXXI Olimpiade si è svolta il 7 e l'8 agosto 2016 presso l'Estádio Aquático Olímpico. Vi hanno partecipato 39 atleti.

## Programma
| Data          | Ora (BRT/UTC-3) | Turno      |
| ------------- | --------------- | ---------- |
| 7 agosto 2016 | 14:11           | Batterie   |
| 7 agosto 2016 | 23:12           | Semifinali |
| 8 agosto 2016 | 22:38           | Finale     |

## Record
Prima della competizione i record mondiale e olimpico erano i seguenti:
|  | 51"94 | Aaron Peirsol Stati Uniti | 8 luglio 2009 Indianapolis, Stati Uniti |
|  | 52"16 | Matt Grevers Stati Uniti  | 30 luglio 2012 Londra, Regno Unito      |

Durante l'evento è stato migliorato il seguente record:
| Data     | Evento | Atleta      | Nazione     | Tempo | Record |
| -------- | ------ | ----------- | ----------- | ----- | ------ |
| 8 agosto | Finale | Ryan Murphy | Stati Uniti | 51.97 |        |

## Risultati

### Batterie
| Posizione | Batteria | Corsia | Nome                 | Nazionalità         | Tempo   | Note |
| --------- | -------- | ------ | -------------------- | ------------------- | ------- | ---- |
| 1         | 5        | 5      | Camille Lacourt      | Francia             | 52.96   | Q    |
| 2         | 3        | 5      | Xu Jiayu             | Cina                | 53.01   | Q    |
| 3         | 5        | 4      | Mitch Larkin         | Australia           | 53.04   | Q    |
| 4         | 3        | 4      | Ryan Murphy          | Stati Uniti         | 53.06   | Q    |
| 5         | 4        | 4      | David Plummer        | Stati Uniti         | 53.19   | Q    |
| 6         | 3        | 3      | Evgenij Rylov        | Russia              | 53.25   | Q    |
| 7         | 5        | 1      | Joshua Beaver        | Australia           | 53.47   | Q    |
| 8         | 5        | 3      | Ryōsuke Irie         | Giappone            | 53.49   | Q    |
| 9         | 4        | 2      | Robert Glință        | Romania             | 53.51   | Q    |
| 10        | 4        | 5      | Chris Walker-Hebborn | Gran Bretagna       | 53.54   | Q    |
| 11        | 4        | 3      | Grigoriy Tarasevich  | Russia              | 53.65   | Q    |
| 12        | 4        | 6      | Christopher Reid     | Sudafrica           | 53.68   | Q    |
| 13        | 5        | 6      | Guilherme Guido      | Brasile             | 53.80   | Q    |
| 14        | 3        | 1      | Shane Ryan           | Irlanda             | 53.85   | Q    |
| 15        | 3        | 2      | Jan-Philip Glania    | Germania            | 53.87   | Q    |
| 16        | 2        | 6      | Corey Main           | Nuova Zelanda       | 53.99   | Q    |
| 17        | 4        | 7      | Javier Acevedo       | Canada              | 54.11   |      |
| 18        | 5        | 2      | Apostolos Christou   | Grecia              | 54.12   |      |
| 19        | 5        | 7      | Junya Hasegawa       | Giappone            | 54.17   |      |
| 20        | 2        | 1      | Hugo González        | Spagna              | 54.18   |      |
| 21        | 2        | 5      | Li Guangyuan         | Cina                | 54.36   |      |
| 22        | 4        | 8      | Quah Zheng Wen       | Singapore           | 54.38   |      |
| 23        | 4        | 1      | Radosław Kawęcki     | Polonia             | 54.39   |      |
| 24        | 2        | 4      | Danas Rapšys         | Lituania            | 54.40   |      |
| 25        | 3        | 8      | Gábor Balog          | Ungheria            | 54.48   |      |
| 26        | 2        | 3      | Tomasz Polewka       | Polonia             | 54.52   |      |
| 27        | 3        | 7      | Yakov Toumarkin      | Israele             | 54.66   |      |
| 28        | 3        | 6      | Simone Sabbioni      | Italia              | 54.91   |      |
| 29        | 5        | 8      | Mikita Tsmyh         | Bielorussia         | 54.97   |      |
| 30        | 2        | 7      | Won Young-jun        | Corea del Sud       | 55.05   |      |
| 31        | 2        | 8      | Albert Subirats      | Venezuela           | 55.44   |      |
| 32        | 2        | 2      | Viktar Staselovich   | Bielorussia         | 55.68   |      |
| 33        | 1        | 4      | Merdan Ataýew        | Turkmenistan        | 56.34   |      |
| 34        | 1        | 5      | Timothy Wynter       | Giamaica            | 57.20   |      |
| 35        | 1        | 3      | David Van der Colff  | Botswana            | 57.77   |      |
| 36        | 1        | 6      | Driss Lahrichi       | Marocco             | 58.01   |      |
| 37        | 1        | 2      | Yaaquob Al-Saadi     | Emirati Arabi Uniti | 59.58   |      |
| 38        | 1        | 1      | Hamdan Bayusuf       | Kenya               | 1:00.28 |      |
| 39        | 1        | 7      | Noah Al-Khulaifi     | Qatar               | 1:07.47 |      |

### Semifinali
| Posizione | Semifinale | Corsia | Nome                 | Nazionalità   | Tempo | Note |
| --------- | ---------- | ------ | -------------------- | ------------- | ----- | ---- |
| 1         | 1          | 5      | Ryan Murphy          | Stati Uniti   | 52.49 | Q    |
| 2         | 2          | 3      | David Plummer        | Stati Uniti   | 52.50 | Q    |
| 3         | 2          | 5      | Mitch Larkin         | Australia     | 52.70 | Q    |
| 4         | 2          | 4      | Camille Lacourt      | Francia       | 52.72 | Q    |
| 5         | 1          | 4      | Xu Jiayu             | Cina          | 52.73 | Q    |
| 6         | 1          | 3      | Evgenij Rylov        | Russia        | 52.84 | Q    |
| 7         | 1          | 6      | Ryōsuke Irie         | Giappone      | 53.21 | Q    |
| 8         | 2          | 2      | Robert Glință        | Romania       | 53.34 | Q    |
| 9         | 2          | 7      | Grigoriy Tarasevich  | Russia        | 53.46 |      |
| 10        | 1          | 7      | Christopher Reid     | Sudafrica     | 53.70 |      |
| 11        | 1          | 2      | Chris Walker-Hebborn | Gran Bretagna | 53.75 |      |
| 12        | 2          | 8      | Jan-Philip Glania    | Germania      | 53.94 |      |
| 13        | 2          | 6      | Joshua Beaver        | Australia     | 53.95 |      |
| 14        | 2          | 1      | Guilherme Guido      | Brasile       | 54.16 |      |
| 15        | 1          | 8      | Corey Main           | Nuova Zelanda | 54.29 |      |
| 16        | 1          | 1      | Shane Ryan           | Irlanda       | 54.40 |      |

### Finale
| Posizione | Corsia | Nome            | Nazionalità | Tempo | Note |
| --------- | ------ | --------------- | ----------- | ----- | ---- |
| Oro       | 4      | Ryan Murphy     | Stati Uniti | 51.97 |      |
| Argento   | 2      | Xu Jiayu        | Cina        | 52.31 |      |
| Bronzo    | 5      | David Plummer   | Stati Uniti | 52.40 |      |
| 4         | 3      | Mitch Larkin    | Australia   | 52.43 |      |
| 5         | 6      | Camille Lacourt | Francia     | 52.70 |      |
| 6         | 7      | Evgenij Rylov   | Russia      | 52.74 |      |
| 7         | 1      | Ryōsuke Irie    | Giappone    | 53.42 |      |
| 8         | 8      | Robert Glință   | Romania     | 53.50 |      |